# سرطانة ثؤلولية
السرطان الثؤلولي (Verrucous Carcinoma) هو سرطان غير شائع يصيب الخلايا الحرشفية . وهذا النوع من السرطان يرى عند أؤلئك الأشخاص الذين يمضغون (يعلكون) التبغ أو يتناولونه عن طريق الإستنشاق الشفهي أو ما يسمى بالسف لدرجة أنه وفي بعض الأحيان يصنف ك
Snuff dippers cancer
معظم المرضى اللذين يعانون من هذا السرطان الثؤلولي يشخصون بطريقة جيدة. كما وأثبتت الأطباء أن تجدد حدوث هذا التورم بشكل موضعي هو ليس نادر الحدوث لكن انتقاله في أجزاء الجسم ولمسافات بعيدة عن الموضع الأصلي هو الذي يكون نادرا .
قد يحدث السرطان الثؤلولي (VC) في مواقع متعددة من الرأس والرقبة وكذلك الأعضاء التناسلية لكن التجويف الفموي هو أكثر موضع يشيع فيه هذا التورم .
وقد يكون الذكور هم أكثر عرضة للإصابة به في سن (50-80) بمتوسط 67 من العمر.
السرطان الثؤلولي (VC) قد ينمو في الحجم نتيجة تخريب الأنسجة المجاورة له مثل العظام والغضاريف.
وقداستطاع الجراحون والأخصائيون من خلال التواصل فيما بينهم، إثبات تشخيص هذا المرض، وما زال الجراحون يسعون لتأمين عينات مرضية تحتوي علي نتائج مكثفة عن هذا التورم والخلايا المجاورة غير ذات العلاقة بالخلايا المخاطية لإعطاء أفضل تشخيص .
افترض الجراحون أساليب علاجية متعددة كخيارات أولية لكن اتساع أطر التنظير الجراحي والمعالجة الإشعاعية، أبقت الجراحيين على جدل .
يعد تدخين السجائر وتعاطي الكحول عامل خطر رئيسي لللإصابة بهذا المرض، وكما أن بزرة الفوفل (نبات من الفصيلة الفلفلية) (Betel nut) هو مسبب رئيس في دولة تايون .
إن المواقع المختلفة للجينات الانتقالية الموجودة في الرأس والرقبة أثبت تنقلها بين دول الشرق الأوسط وتايون.
وقد تمكن الأخصائيون من معرفتها في المراحل السريرية للمرض، حيث استحدثت من خلال مسرطنات مختلفة قد لا تكون نفسها .

## الأسباب
هذا الشكل من أشكال السرطان عادة يرى عند اؤلئك الأشخاص اللذين يمغضون التبغ أو يتناولونه عن طريق الاستنشاق الشفهي (السف) لدرجة انه يصنف كsnuff dippers cancer ويعد مضغ بزرة الفوفل هو سبب رئيس في دولة تايون

## الصفات السريرية
1.العمر: عادة يصيب الأشخاص فوق سن 60.
2.الجنس: الذكور هم أكثر عرضة للإصابة .
3.المواقع: اللثة، الأغشية المخاطية في باطن الخد، الاغشية المخاطية السنخية، الحنك الصلب، سقف الفم، الحنجرة، المريء، القضيب، المهبل، الصفن(وعاء الخصيتين) .

## الطرح السريري
بطيء النمو والانتشار، سرطان خارجي التنبت (نابت)، يجتاح العظام ويصل إليها بسرعة، يستقر بصورة سريعة في دواعم السن السفلية، يسبب وبشكل تدريجي تدمير عظم الفك .
يتضخم في العقد الليمفاوية بشكل موضعي، يصاحب هذا السرطان ألم مضاعف في الحنك ومناطق الطيات والشقوق الغميقة بينها.

## الوسائل العلاجية
الإستئصال الجراحي والتداوي بالليزر هي وسائل ممكنة لكن استخدام الاستئصال الجراحي بمفرده، هو فعال أكثر لأنه يسيطر على التورم (VC) . أما تسليخ الرقبة هو أمر غير ضروري وغير أساسي لدى المرضى ذوي المراحل المتقدمة.